# Prague
Prague – wieś w Stanach Zjednoczonych, w stanie Nebraska, w hrabstwie Saunders.